# 厄爾利海崖
厄爾利海崖（英語：Early Bluff）是南極洲的海崖，位於瑪麗伯德地，屬於科勒嶺的一部分，美國地質調查局根據測量和該國海軍的空中照片繪入地圖，現時由南極條約體系管理。